# Lindsaea rigida
Lindsaea rigida är en ormbunkeart som beskrevs av John Smith. Lindsaea rigida ingår i släktet Lindsaea och familjen Lindsaeaceae. Inga underarter finns listade.